# Asphaltsee (Geologie)

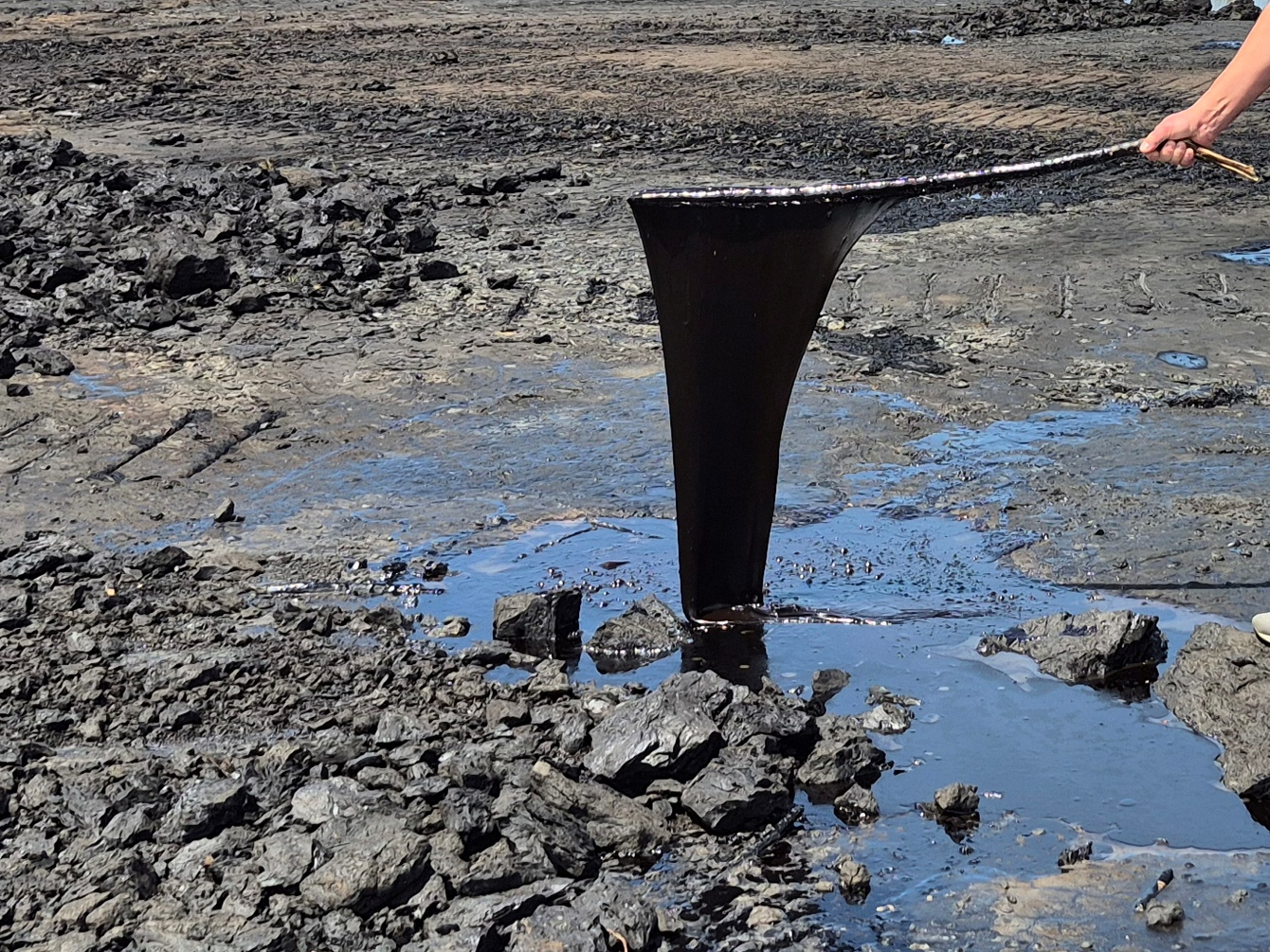
Asphaltgrube auf Trinidad

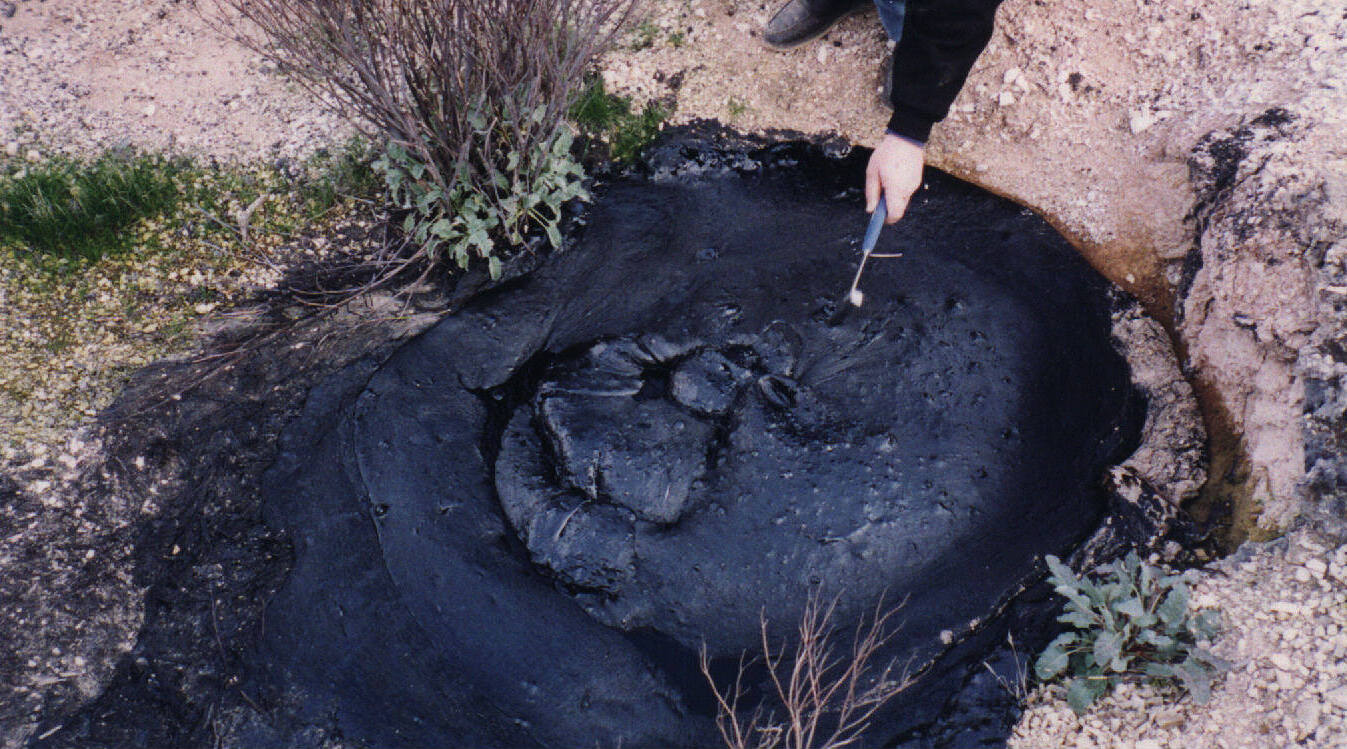
Asphaltgrube der McKittrick Tar Pits in Kern County, Kalifornien

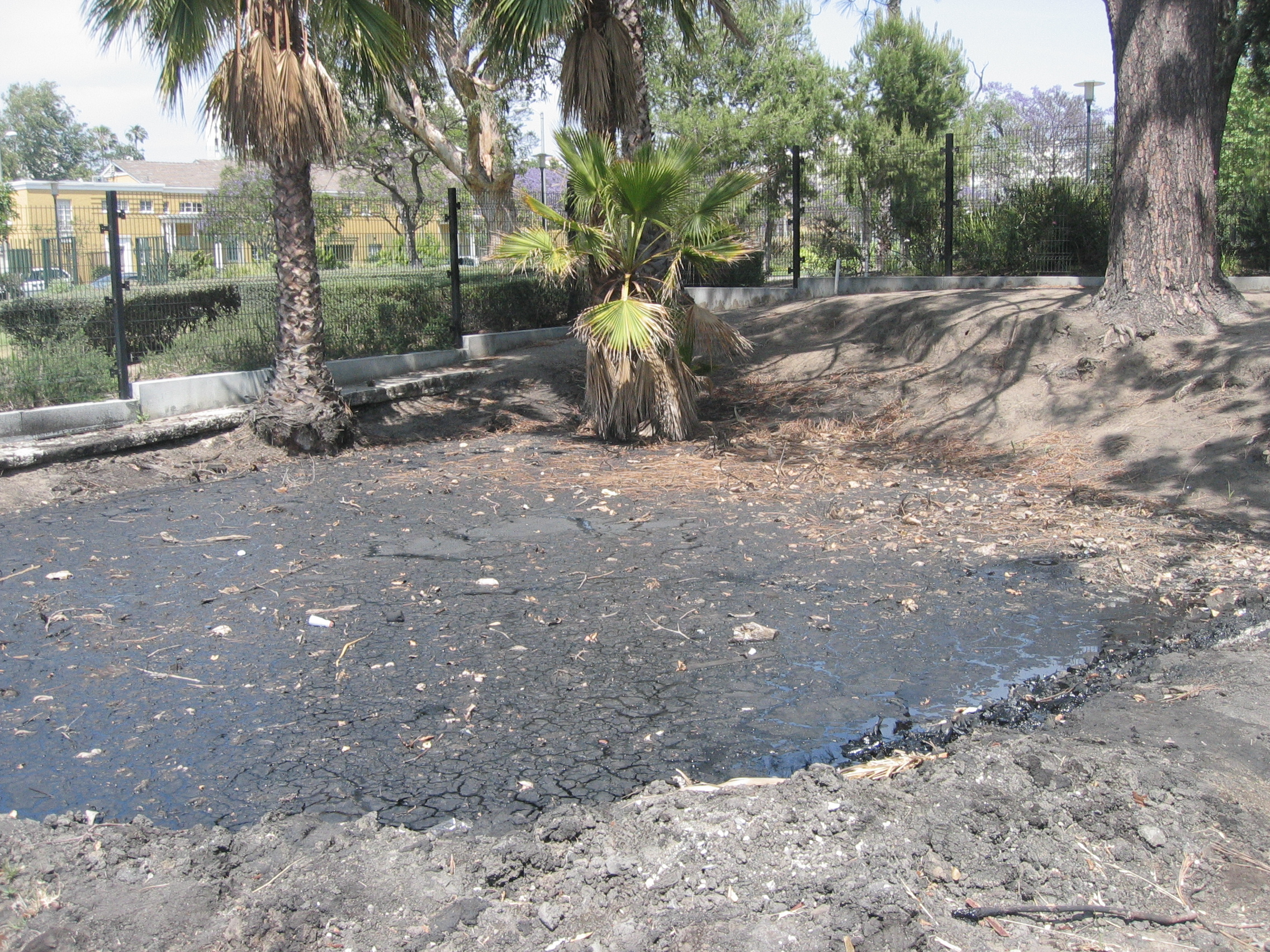
Asphaltteich der La Brea Tar Pits, Los Angeles, Kalifornien

Ein Asphaltsee (auch Asphaltgrube, Asphaltteich oder Pechsee) ist ein natürliches Vorkommen von Asphalt.

## Entstehung
Tritt an einer Ölquelle schweres, zähflüssiges und teerähnliches Erdöl an die Oberfläche, bilden sich Asphaltkegel. Diese können Durchmesser von bis zu mehreren hundert Metern und Höhen bis zu 30 Metern erreichen.
Verdunsten die leichtflüchtigen Bestandteile, härtet der Asphalt aus. So weisen tätige Asphaltölquellen unter der harten Asphaltschicht flüssiges Erdöl auf. Ist eine solche Quelle nicht mehr tätig, erstarrt die gesamte Masse zu Asphalt.

## Beispiele von Asphaltseen und -gruben
- Merkwiller-Pechelbronn in den Vogesen, Frankreich
- La Brea Pitch Lake auf Trinidad
- Bermudezsee in Sucre, Venezuela
- Pechsee von Sachalin, Russland
- La Brea Tar Pits in Los Angeles, Kalifornien
- McKittrick Tar Pits bei Bakersfield, Kalifornien
- Carpinteria Tar Pits in Carpinteria, Kalifornien
- Asphaltseen in Hīt, Irak[1]
- Asphaltseen in Binəqədi, Aserbaidschan
- Puy de la Poix  in Clermont-Ferrand, Frankreich

Entgegen seinem Namen ist der Pechsee in Berlin-Grunewald kein Asphaltsee. In seiner Nähe wurde um 1500 Pech gebrannt.